# نوآ هاتاوی
نوآ هاتاوی (انگلیسی: Noah Hathaway؛ زادهٔ ۱۳ نوامبر ۱۹۷۱) هنرپیشه اهل ایالات متحده آمریکا است. وی از سال ۱۹۷۸ میلادی تاکنون مشغول فعالیت بوده‌است.

## بخشی از فیلمشناسی
از فیلم‌ها یا برنامه‌های تلویزیونی که وی در آن نقش داشته‌است می‌توان به آثار زیر اشاره کرد.
- بهترین دوستان (فیلم ۱۹۸۲) (۱۹۸۲)
- داستان بی‌پایان (فیلم ۱۹۸۴) (۱۹۸۴)
- ترول (فیلم) (۱۹۸۶)
- رؤیای آبی (۲۰۱۳)